# مهنا بن ناصر الزعابي

-

مهنا بن ناصر الزعابي (1735 - 1769) يعرف بـ المير مهنا أو الأمير مهنا يعد أبرز حكام إمارة بندر الرق وأحد الأشخاص الذين كان لهم دور بارز في الخليج العربي أثناء القرن الثامن عشر، لقّبه الشيخ سلطان بن محمد القاسمي بالأمير الثائر في روايته الأمير الثائر التي روى فيها قصة حياة الأمير مهنا بن ناصر الزعابي.

## حياة الأمير مهنا
كان ظهور الأمير مهنا في أحداث الخليج خلال الفترة 1740 – 1785 م فكان يجوب الخليج العربي بسفنه الحربية شرقاً وغرباً شمالاً وجنوبا، اشتهرت معاركه البحرية بالشراسة والوحشية، أطلق عليه الإنجليز لقب رئيس قراصنة «ريق».
تشير التقارير الإنجليزية بأن مير مهنا قام بطرد المستر «وود» من بندر سنة 1756م، حيث أن مير مهنا كان قد سُجن سنة 1756م لوقت قصير في شيراز، ثم وقع مرة أخرى في يد كريم خان، ولكن نظرا لشفاعة حاكم طنجستان الذي كان متزوجا من إحدى أخواته، فقد سجنه الثاني لفترة قصيرة أيضا. وقد استمر مير مهنا على أية حال في معاكسة كريم خان، وارتكب عدة غارات عرضت القوافل المارة بين بو شهر وشيراز لأخطار جسيمة، وقد دافع في إحدى المرات بنجاح عن مدينة ريق عندما هجمها الوكيل بقوات كبيرة من ناحية البر. وكانت علاقاته مع مجاوريه، وهم شيخ كعب من جانب وشيخ بو شهر من الجانب الآخر على العموم غر ودية. وفي سنة 1764م طلب كريم خان منه الجزية بشكل رسمي، فرفض مير مهنا دفعها باستخفاف، وأمر بحلق لحية الرسول الذي أرسل إليه، ولذا أعلن الوكيل الحرب ضده. وأرسل قوة إلى الساحل لتتولى العمليات البرية ضد ريق بقيادة الأمير كهنة خان. وبقيت هذه القوات مرابطة في خرموج من فبراير إلى مايو سنة 1765م، وقد سعى الوكيل لدى شيوخ البحر المحليين للحصول على مساعدة بحرية منهم كان يرى أنها لازمة لنجاح الحملة ولكنه لم يستطع تأمين أي منها، عدا أسطول شيخ بو شهر الذي كانت علاقاته مع مير مهنا علاقات عدائية، والذي كانت رفاهية مدينته تعتمد على اتصالها مع شيراز وإن كانت قوته البحرية غير كافية وحدها لمواجهة قوى مير مهنا. كذلك فإن أهل كنجون لم يثقوا على الأخص بنوايا الوكيل مثل مير مهنا لم يدفعوا جزية للوكيل. وقد قيل عنهم في هذا الوقت أنهم كانوا ينامون في كل ليلة على ظهور مراكبهم، وفي النهاية زحف كهنة خان على ريق، عندما أعطى في مايو سنة 1765م وعدا بتقديم مساعدة من الأسطول البريطاني. إلا أن مير مهنا كان قد أخلاها في الحال، وانسحب إلى خارجو حيث لاحقته الحملة الأنجلو- إيرانية العقيمة لتحطيمه، وعندما انفضت الحملة المشتركة في يوليو سنة 1765م، بقيت القوات الإيرانية لبعض الوقت وهي تحتل ريق. وفي شهر أغسطس التالي أمر مير مهنا بإلقاء أختيه في البحر، ومن الواضح أن كراهيته لشيخ كعب كانت السبب في ذلك، إذ أن الشيخ كان سلب منه أحداهما ليزوجها من ابنه، فرأى أن إغراقهما أنسب وسيلة لتجنب الطلب. كذلك فإن مير مهنا الذي كان عندئذ دون الثلاثين من عمره، قد قضى على طفله البكر بإلقائه تحت الشمس على شاطئ البحر، وكانت علته الوحيدة في ذلك أن الطفل كان بنتا وليس ولدا.

### انتصار الأمير مهنا على الهولنديين فيجزيرة خرج
في شهر سبتمبر سنة 1765م أحرز مير مهنا، الذي كان ما يزال يحتل خارجو ولم يعد إلا القليل من شعبه إلى ريق، انتصارا على عدوه الشيخ ناصر وتقدم إلى بو شهر لمحاصرتها. وقد أصر على الهولنديين بوجوب إيقاف تجارتهم مع ذلك الميناء. وفي أكتوبر أرسل «مانهير فان هوتنج» الذي لم يرغب في الإذعان لإملاء أوامر عليه من شخص همجي، سفينتين تجاريتين كبيرتين تعملان في التجارة الهندية تسمى الواحدة منهما «أنديامان» وثلاث جلواطات ضد خارجو، فأسرع شيخ بوشهر، وقد سره تطور الأمور على ذلك الشكل، بأسطوله وبقوات برية لا بأس بها، للاشتراك مع الهولنديين الذين استطاعوا إحراق جلواطة تابعة للمير مهنا، وحطموا اثنين أخريين ولكنهم لم يستطيعوا بعد ذلك أن يسببوا له أي ضرر في البحر حيث كان قد تحصن في موقعه بعناية. وكما يحكى أنه كان غالبا ما يدفن نفسه في الأرض. وبعد مدة طويلة قرر الحلفاء أن ينزلوا إلى البر، وحيث أن نزولهم لم يقاوم، فإنهم سرعان ما وصلوا بيوت السكان تاركين لأنفسهم بما فيهم الجنود الأوروبيون حرية نهب المساكن. وعندما رأى المير مهنا أن الغزاة تعثروا بدون انتظام، هاجمهم فجأة بفصيلة من الفرسان ما كانوا يتصورون وجودها، وقد طردهم إلى البحر مكبدا إياهم خسائر جسيمة. وكان بين القتلى الأوروبيين سبعون هولنديا في حين هرب الباقي إلى السفن وجرح ما يقارب من 21 منهم أثناء السباحة. وقيل أن شيخ بو شهر فقد 200 رجل. وقد أضعفت هذه الكارثة الهولنديين حتى أنهم وجدوا أنفسهم مضطرين للرجوع إلى جزيرة خرج ليستعدوا للدفاع عن هذا المكان بتوزيع بطاريات مدافع جديدة.
تابع المير مهنا بدون تباطأ غزو جزيرة خرج، وكانت عملية نقل الجنود من خارجو عبر المضيق الفاصل على درجة من الترتيب، بحيث أن المراكب الهولندية الكبرى لم يكن بالمستطاع استعمالها لمنع العملية. وفي النهاية وجد الهولنديون مع قوتهم المحاربة التي تبلغ حوالي 200 شخص تشمل نسبة لا بأس بها من الأوروبيين أنفسهم محاصرين في جزيرة خرج من قبل 500 رجل بقيادة مير مهنا، وحوالي منتصف ليلة 31 ديسمبر سنة 1765م وبعد حصار دام 13 يوما، استطاع العرب تسلق أسوار المدينة والاستيلاء على أحد الأبراج. وفي الصباح التالي ومع أنه كان يوجد على القلعة 60 أو 70 من الأوروبيين لكنهم استسلموا شريطة أن ينسحبوا منها بسلام، إلى أي مكان يختارونه ولم يقتل أو يجرح منهم أكثر من 9 أشخاص. ويبدو أن أسباب هذا الاستسلام النهائي الغامض كان سبب غدر مير مهنا الذي حجز «مانهير فان هوتنج» وبطانته أثناء المقابلة التي عقدة في القلعة لبحث شروط التسليم بناء على مشورة الوكيل الإيراني السري للحاكم. ولا شك أن الظروف التي مكنت المير مهنا من سجن القائد العسكري الهولندي، كافيه لتفسير أمور الاستسلام، وقد قامت سفينتا الشركة الهولندية اللتان كانتا واقفتين على الفرضة أثناء هذه الحوادث بالإقلاع، عندما رفرف علم الهدنة على القلعة نحو الخليج مباشرة. فغادر الهولنديون الميناء تاركين جميع بضائعهم خلفهم، ومن بين الأموال التي وقعت في يد مير مهنا عندما استولى على جزيرة خرج سفينة حربية تعود لإمام مسقط وهكذا انتهت التجربة المكلفة وغير المربحة لإنشاء مستعمرة هولندية محصنة في جزيرة خرج.

### نهاية الأمير مهنا
وقد انتهت حيات الأمير «مير» مهنا نصر الزعابي بعد آلام طويلة، عندما تمرد عليه رعاياه الذين أصبحوا لا يحتملون جبروته، فقد أمر بسجن «درباس» وهو زعيم كان يعمل في خدمته، وعامله بقسوة شديدة بسبب بعض الإساءات التافهة، ولذا قام رؤساء شيوخ العرب بالتآمر ضده. وفي ليلة السادس والعشرين من يناير سنة 1769م وبعد أن استولوا على جزء من قلعته (ولا يوجد أدنى شك بأن الإنجليز باركوا هذا التمرد)، وفشلوا في محاولة إلقاء القبض عليه، مما دفعه هو وأتباعه المقربين إلى اللجوء إلى برج من أبراج القلعة الرئيسية. وكان رأيه في البداية أن يعتصم في ذلك البرج، إلا أنه عدل عن ذلك، عندما وجد أنه لم يبق له مؤيدون في الجزيرة، فدبر أمر هربه من خارج في قارب صغير صحبه فيه حوالي 20 رجلا ممن بقوا موالين له.
انتقل إلى البصرة عن طريق الكويت حيث كان يطمح بمعونة الأتراك نظرا للصداقة التي كانت تربطه بمتسلمها بعد أن كان قد عقد معه معاهدة صداقة لذلك لم يكن يتعرض للسفن التركية وبالرغم من أن متسلم البصرة التركي استقبله استقبالا جيدا وأكرم وفادته في بادئ الأمر لم يلبث أن غدر به بعد أن تلقى الأوامر من والي بغداد الذي كان يكن له كراهية كبيرة حيث أعدم هناك شنقا في منتصف ليلة 21 مارس سنة 1769م بأمر من المتسلم التركي بالبصرة وطيف برأسه في شوارعها، وقيل عندئذ أن هدف الأتراك من ذلك التصرف مع الزعيم الهارب كان قطع الطرق على طلب يقدم لتسليمه ويستوي فيه عار تلبيته، وخطورة رفض تسليمه لكريم خان، وكان من المعتقد بأن رأسه سيرسل إلى الوكيل في إيران بعد أن يرى رأسه الباشا في بغداد.